# Karolina Fryderyka Badeńska
Karolina Fryderyka Wilhelmina (ur. 13 lipca 1776 w Karlsruhe, zm. 13 listopada 1841 w Monachium), księżniczka Badenii i Hochbergu, królowa Bawarii.

## Życiorys
Karolina Badeńska była najstarszą córką księcia Badenii Karola Ludwika i jego żony Amalii Fryderyki. Miała bliźniaczą siostrę Katarzynę Amalię (1776–1823). Prócz swej bliźniaczej siostry Karolina miała siedmioro rodzeństwa w tym carową Rosji Luizę, królową Szwecji Fryderykę Dorotę i wielką księżnę Hesji i Renu Wilhelminę.
9 marca 1797 została drugą żoną Maksymiliana, księcia Palatynatu-Zweibrücken, który dwa lata później został elektorem Bawarii i Palatynatu Reńskiego. 1 stycznia 1806 Karolina Fryderyka została królową nowo proklamowanego królestwa Bawarii. Bliźniacza siostra Karoliny również mieszkała w Bawarii.

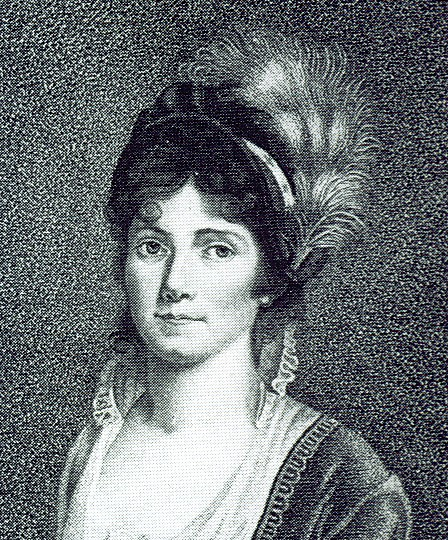
Królowa Karolina Fryderyka.

## Dzieci
Karolina i Maksymilian mieli ośmioro dzieci, z czego tylko pięcioro dożyło wieku dorosłego; były to:
- syn zmarły przy porodzie (1799),
- Maksymilian Józef (1800–1803),
- Elżbieta Ludwika (1801–1873) – żona króla Prus – Fryderyka Wilhelma IV,
- Amelia Augusta (1801–1877) – żona króla Saksonii – Jana I,
- Maria Anna (1805–1872) – żona króla Saksonii – Fryderyka Augusta II,
- Zofia Fryderyka (1805–1872) – żona arcyksięcia Franciszka Karola, matka cesarza Austrii Franciszka Józefa;
- Ludwika Wilhelmina (1808–1892) – żona księcia Maksymiliana Bawarskiego, matka cesarzowej Austrii Elżbiety;
- Maksymiliana Józefa (1810–1821).